# Тажиев, Баходыр Садуллаевич
Баходыр Садуллаевич Тажиев (узб. Tajiev Baxadir Sadullaevich; род. 11 октября 1958, Шаватский район, Хорезмская область) — председатель совета фермеров Хорезмской области, сенатор третьего (2015—2020) и четвёртого (2020 — н.в.) созывов.

## Биография
Родился 11 октября 1958 года в Шаватском районе Хорезмской области.
Окончил Ташкентский государственный университет, получив специальность инженера-гидролога. В настоящее время занимает должности председателя совета фермеров Хорезмской области, председателя Хорезмского областного совета партии УзЛиДеП. Депутат Кенгаша Хорезмской области.
В 2015 года Баходыр Тажиев был избран сенатором от Хорезмской области, в сенате третьего созыва (2015—2020) был председателем Комитета Сената по аграрным, водохозяйственным вопросам и экологии. В 2020 году вновь избран сенатором от Хорезмской области.